# Palazzo Muti

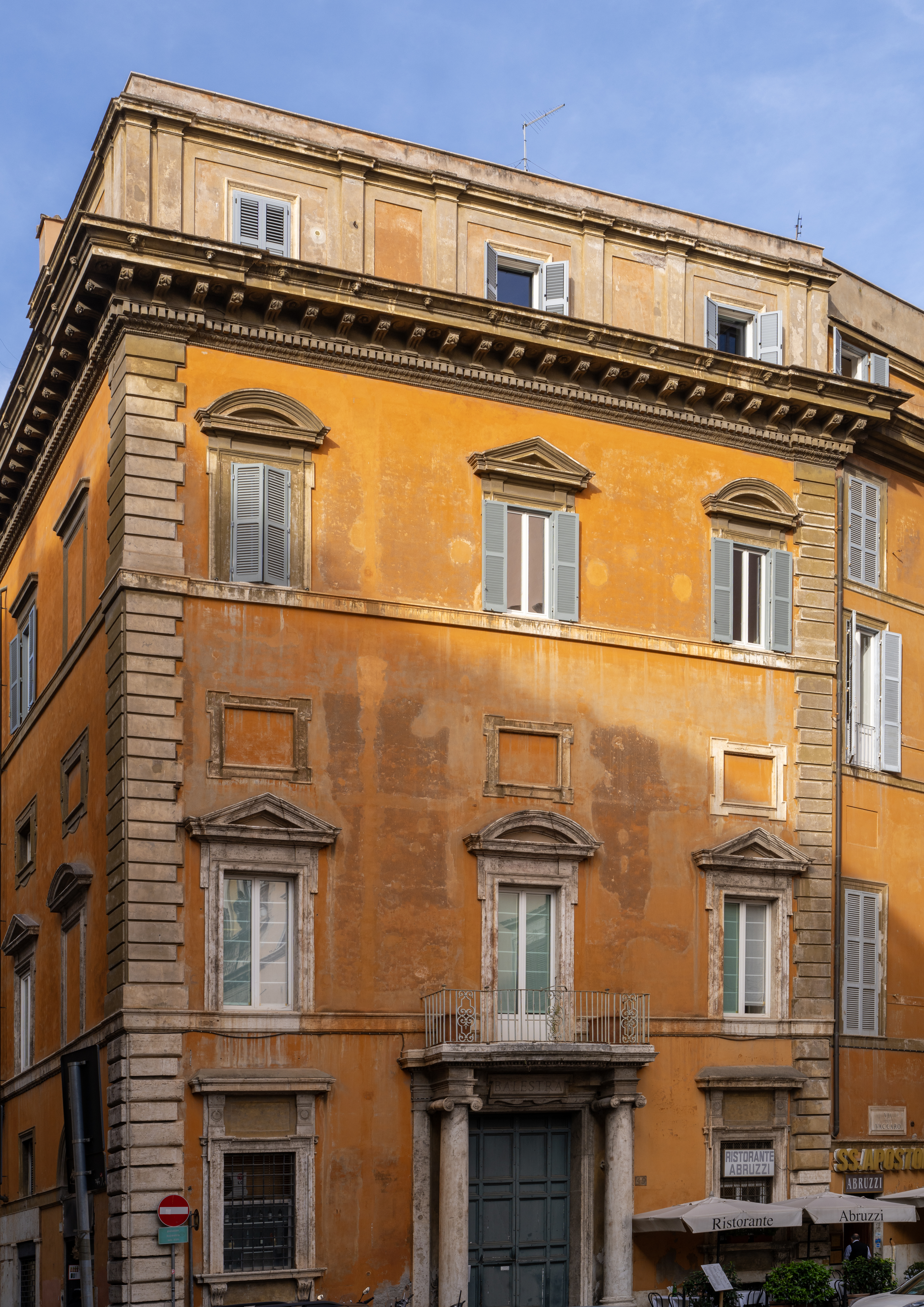
Vista do palácio na Piazza dei Santi Apostoli.

Palazzo Muti ou Palazzo Muti Balestra, oficialmente Palazzo Muti e Santuario della Madonna dell' Archetto, é um palacete localizado na Piazza dei Santi Apostoli, no rione Trevi de Roma. Juntamente com o vizinho Palazzo Muti Papazzurri, na Piazza della Pilotta, fazia parte de uma complexo de palácios e residências interligados pertencente à família Muti Papazzurri. No século XVIII, todo o complexo foi, por cortesia do papa, a residência da dinastia Stuart durante seu exílio na cidade. Os Stuart eram reconhecidos pela Igreja Católica como os verdadeiros reis da Grã-Bretanha e Irlanda. 
Atualmente o palácio é utilizado para abrigar escritórios e a visitação é permitida somente no pátio interno.

## Outros nomes
Os vários nomes dados ao palácio geralmente provocam confusão, especialmente por que a família Muti Papazzurri construiu outras residências com seu nome em Roma. Este palácio é geralmente chamado pelos próprio romanos simplesmente de Palazzo Muti ou Palazzo Balestra, por causa da inscrição no portal referente a uma família que viveu no local antes dos Muti. "Balestra" é o termo italiano para besta e é provável que esta seja a origem do nome da viela vizinha, Via dell'Archetto ("via do pequeno arco").

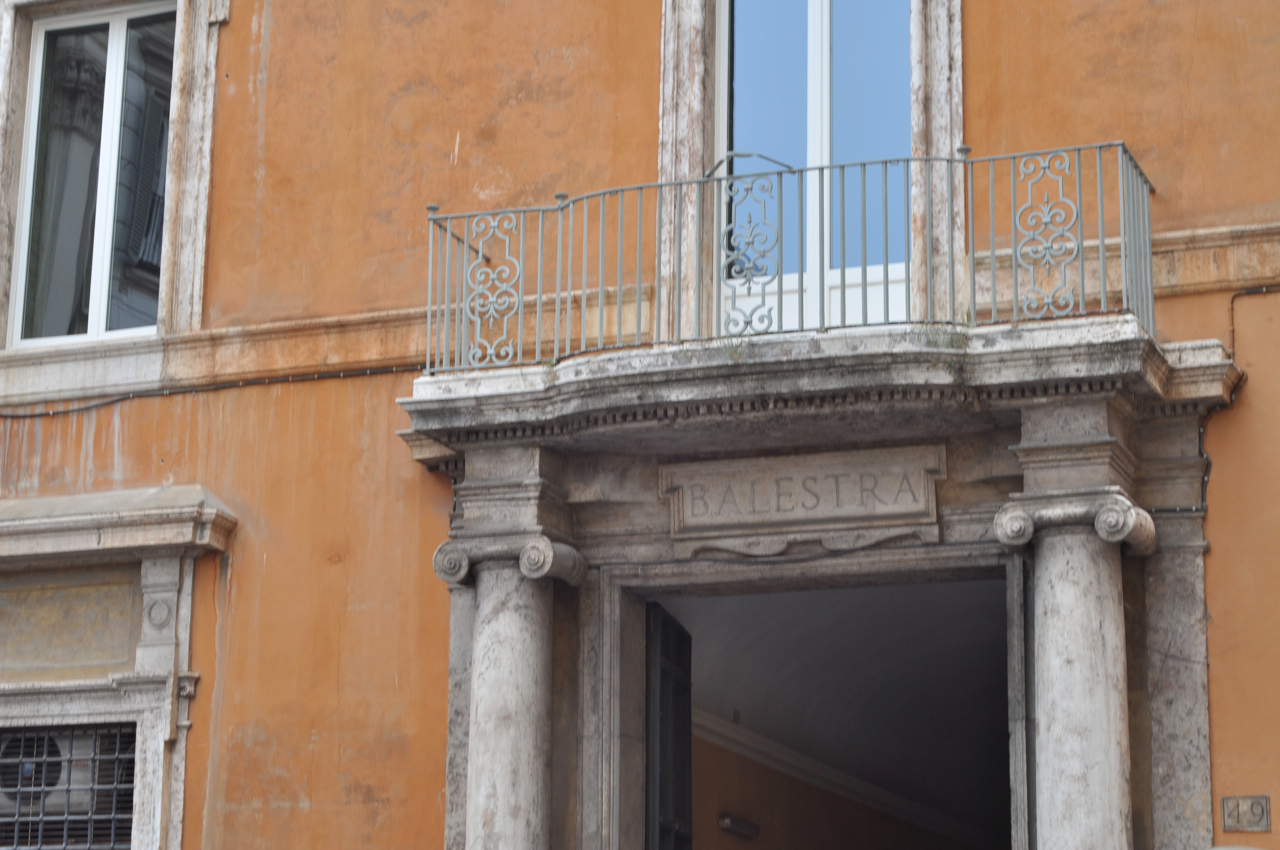
Inscrição BALESTRA no portal principal.

Durante a estadia dos Stuart em Roma, o palácio era conhecido também como Palazzo Stuart, uma tese reforçada pela existência de uma grande placa comemorativa documentando este período no corredor que leva da entrada ao pátio interno.

## História

### Família Muti Papazzurri
Os Muti Papazzurri estão documentados em Roma a partir de 1435, quando o testamento de Giovanni Paolo Muti menciona uma casa completa com uma torre no local; uma pintura do início do século XVII mostra uma residência familiar mais antiga, com um grande terraço no teto ali. Além de seus palácios em Roma, a família também era proprietária de uma villa na província de Viterbo e um feudo em Filacciano. Os Muti Papazzurri se extinguiram com a morte de Raffaele Muti Papazurri em 1816 e o palácio passou, através de herança pela linhagem feminina, para a família do marquês Livio Savorelli, que assumiu o sobrenome herdado (como atesta a inscrição na Cappella della Madonna dell'Archetto, construída por ele). Durante todo o século XIX, o sobrenome utilizado foi "Savorelli Papazzurri". Nesta época, a família também era proprietária da Villa Aurelia, uma propriedade muito maior no monte Janículo, utilizada como quartel-general de Giuseppe Garibaldi e atualmente a sede da Academia Americana em Roma.
Os Muti Papazzurri estão enterrados na igreja de San Marcello al Corso, onde seus túmulos e memoriais barrocos ainda podem ser admirados.

### Cappella della Madonna dell'Archetto

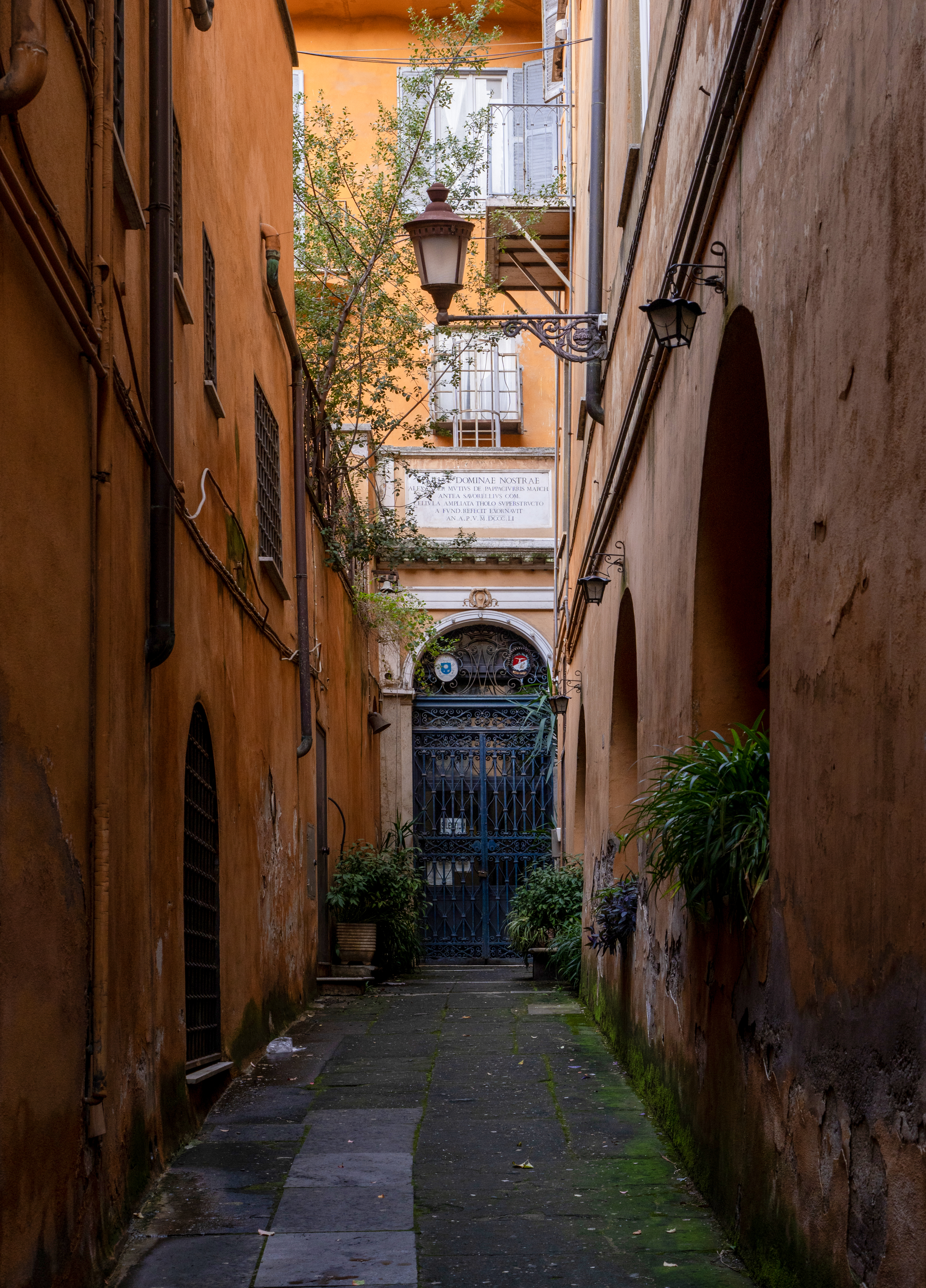
Portão que leva à Cappella della Madonna dell'Archetto.

O palácio adquiriu seu longo nome religioso de "Palazzo Muti e Santuario della Madonna dell' Archetto" depois de um evento ocorrido em 1796, quando uma imagem sagrada da Virgem Maria ("Madonna") que ficava num nicho em uma viela estreita no fundo palácio moveu seus olhos (ou, segundo outra versão, chorou) quando os Estados Papais foram invadidos pelos exércitos franceses de Napoleão Bonaparte, um milagre foi reconhecido por decreto papal em 1797. A partir daí, a imagem, pintada por volta de 1690 por Domenico Muratori para a marquesa Savorelli Papazzurri, passou a ser conhecida como "Madonna dell'Archetto". Em 1850, a pintura, também conhecida como "Mater Misericordiae", terminada a ocupação francesa, ganhou fama por realizar milagres através da intervenção divina e se tornou um dos santuários marianos mais visitados de Roma. Por conta disto, o conde Alessandro e a condessa Caterina Papazzurri Savorelli contrataram o arquiteto Virginio Vespignani para que ele construísse a neoclássica Cappella della Madonna dell'Archetto no local. Atualmente ela é a menor igreja em funcionamento em Roma.

### Residência dos Stuart

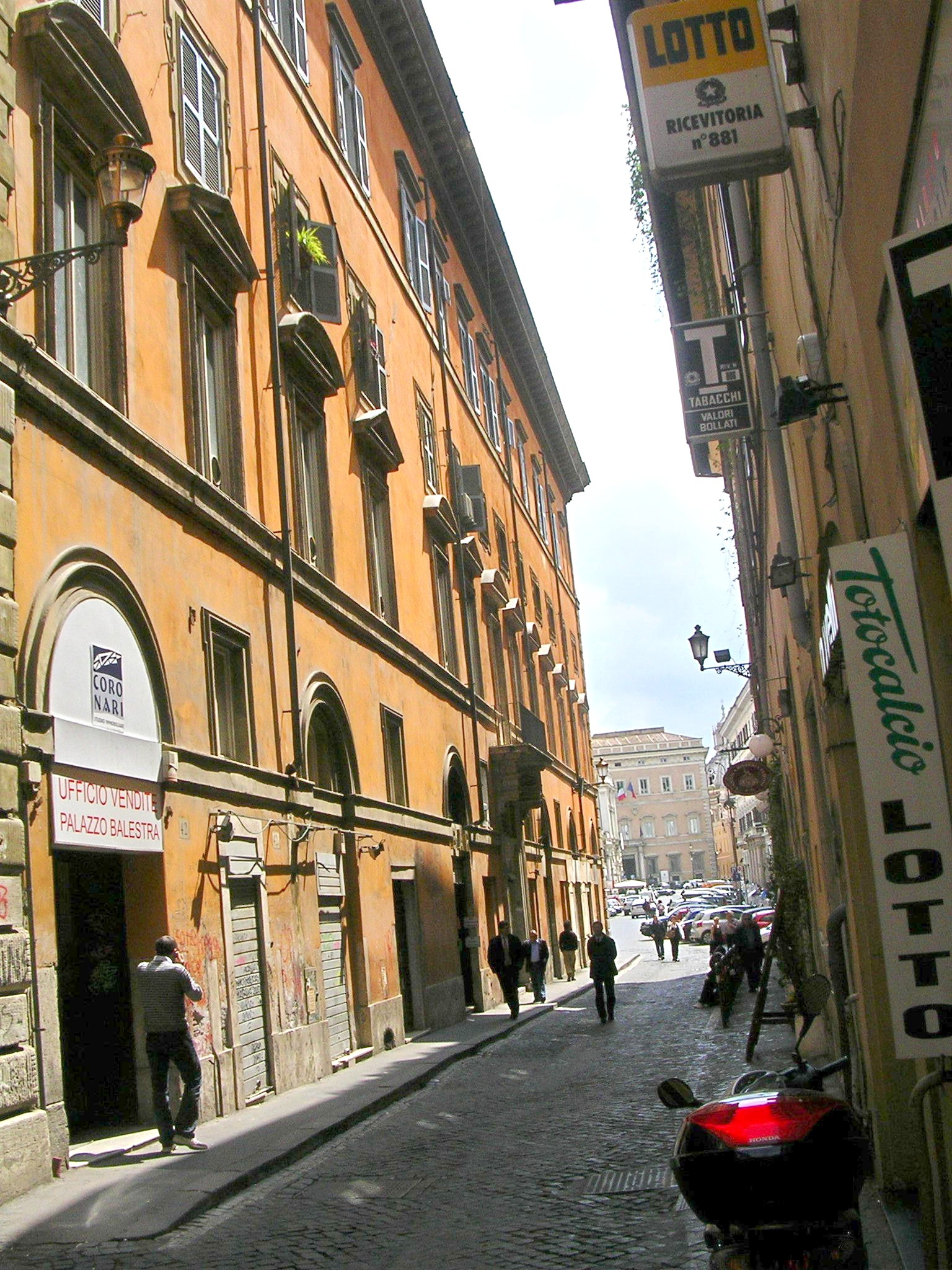
Vista lateral do palácio na Via di San Marcello.

Em 1719, o complexo residencial inteiro dos Muti Papazzurri foi alugado dos proprietários, o conde Giovanni Battista Muti e sua esposa, a marquesa Alessandra Millini, às custas da Câmara Apostólica a James Stuart  (o "Velho Pretendente" ou "Old Pretender") e sua esposa, Maria Clementina Sobieska para que servisse como residência para eles em Roma. Os papas Clemente XI e Inocêncio XIII consideravam o casal como os verdeiros — e, mais importante, católicos — reis do Reino Unido e contrataram o arquiteto Alessandro Specchi para realizar uma ampla reforma. O primo de Inocêncio XIII, Francesco Maria Conti, de Siena, servia como gentiluomo di camera nesta pequena corte jacobita (um termo derivado do nome latino de James, "Iacobus") em Roma.
Por mais de duas gerações, o local foi a sede da corte Stuart no exílio. Ali nasceram os dois filhos de James, Charles Edward Stuart (o "Bonnie Prince Charlie") em 1720, e Henry Benedict Stuart (duque de York e depois cardeal) em 1725. James Stuart morreu no palácio em 1766 e Charles em 1788. Depois da morte deste, o aluguel passou para Henry, o último dos pretendentes da dinastia Stuart, que morreu em Frascati em 1807. James e seus dois filhos estão sepultados num monumento projetado por Antonio Canova na Basílica de São Pedro.

## Arquitetura
O palácio, construído em 1644, fica numa esquina e se apresentam em quatro pisos. O arquiteto foi Mattia de Rossi, que recebeu a encomenda de construir uma residência apropriada para Giovanni Battista Muti Papazzurri, membro de uma das mais importantes famílias nobres romanas. A fachada principal, atualmente pintada em ocre e decorada apenas por rusticações nos cantos se abre em um portal flanqueado por duas janelas que leva a um pátio interno no centro do piso térreo. O tamanho deste pátio, ditado pelo estreito formato retangular do terreno é, na realidade, pouco mais do que um poço de luz. O portal propriamente está ladeado por colunas jônicas, antigamente encimado por um frontão barroco, está hoje encimado por uma pequena varanda. A arquitrave está gravada com a inscrição BALESTRA, nome de uma família que no passado foi proprietária do palácio.
O ático, construído em 1909, está escondido por um largo beiral e é arquiteturalmente interessante com suas três janelas divididas por pilastras duplas. O fato de uma característica importante como esta estar escondida revela que, possivelmente, a fachada tenha sido muito mais elaborada no passado. Um desenho da fachada feito por Giovanni Battista Falda do século XVII mostra que o piso superior era originalmente mais baixo e estava decorado por estátuas em estilo barroco. Já o primeiro andar era claramente o piso nobre, como revelam as altas janelas com tímpanos e também as janelas cegas logo acima, o que indica o pé direito duplo.